# 察隅羊茅
察隅羊茅（学名：Festuca chayuensis）为禾本科羊茅属下的一个种。

## 扩展阅读
- 維基物種上的相關：察隅羊茅